# Brokat

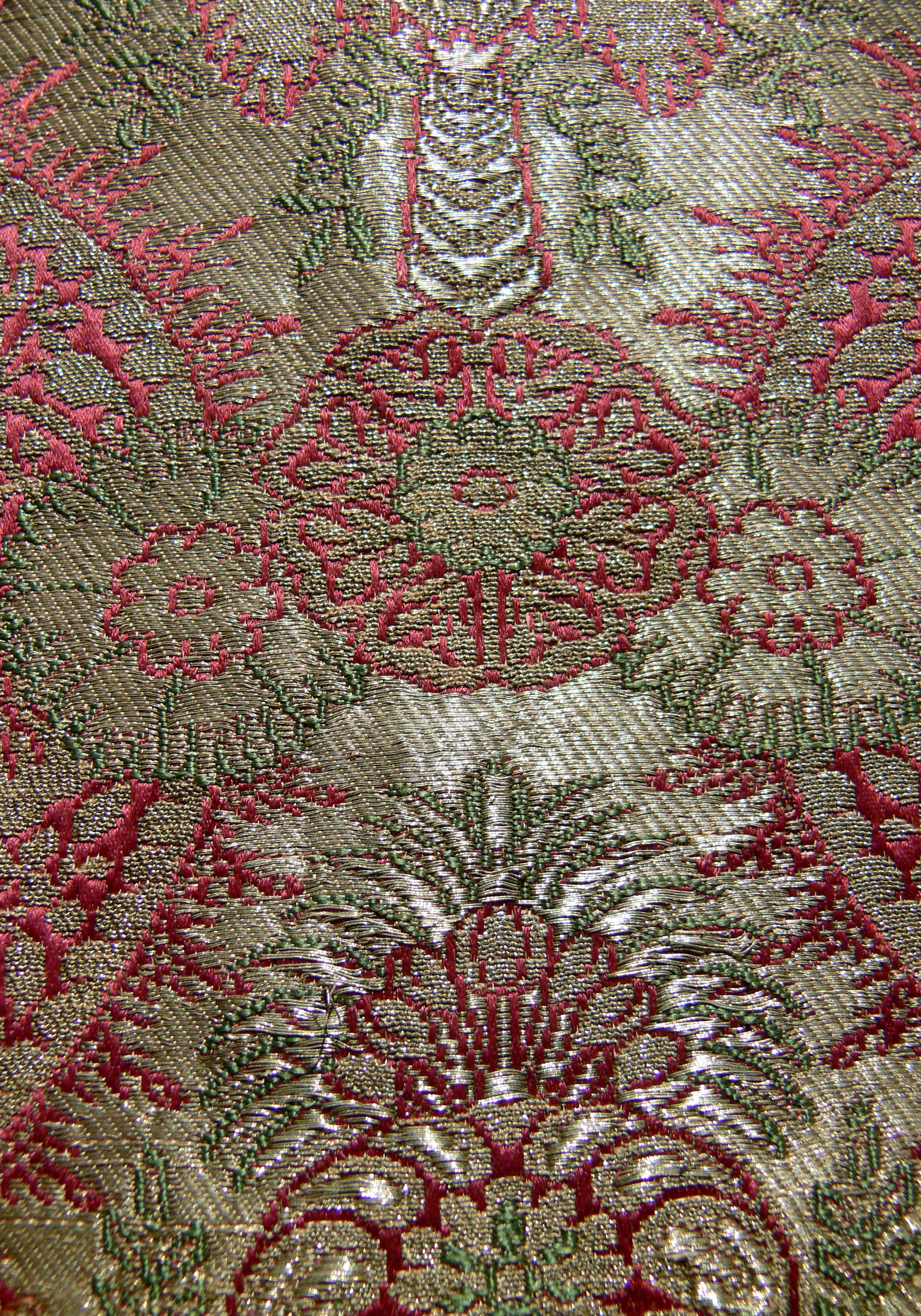
Atlasbindiges broschiertes Gewebe mit Metallfäden, wie es oft als „Brokatstoff“ bezeichnet wird (Ornat aus dem Bamberger Diözesanmuseum), Lyon 1727.

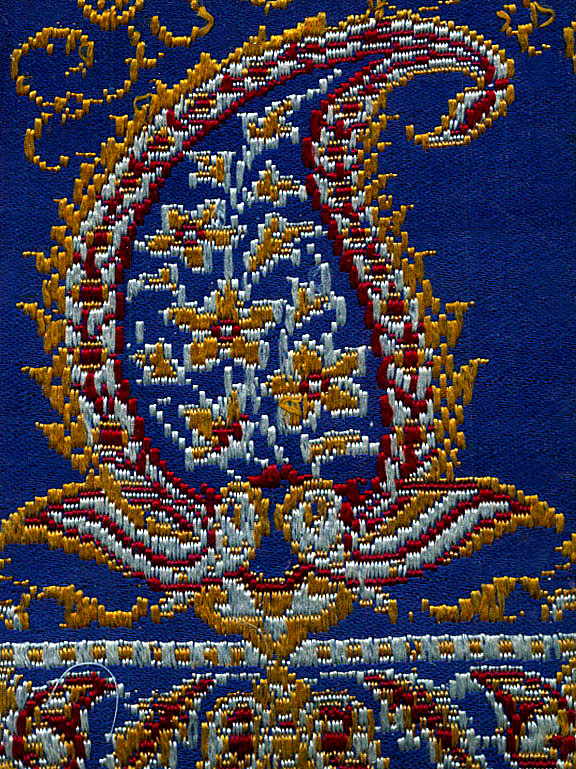
Broschiertes Gewebe aus dem Iran. Der Broschierschuss flottiert über dem blauen Grundgewebe.

Unter Brokat (ital. broccato, zu broccare „durchwirken“) versteht man heute ein schweres, festes und gemustertes textiles Gewebe aus Seide oder Rayon (Viskosefilamentgarn), in das Gold- oder Silberfäden eingewoben sind (Gold- oder Silberbrokat). Ursprünglich bezeichnete der Begriff allerdings lediglich broschierte oder lancierte Gewebe, bei denen der zusätzliche Zierschussfaden aus einem anderen Material als der Grundschuss besteht.
Da der Begriff heute so allgemein für reiche Textilien verwendet wird, dass er weder eine spezifische Bindung noch eine spezifische Webtechnik beschreibt, rät das CIETA (Centre international d’étude des textiles anciens) von seiner Benutzung im wissenschaftlichen Kontext ab.
Brokatstoffe finden Verwendung als Bezug für Möbelpolster und Kissenbezüge, als Tapetenstoff sowie für Prunkgewänder und -schuhe. Historisch wurden reich verzierte Textilien mit Metallfäden vor allem von aristokratischen und kirchlichen Würdenträgern getragen. Die Kaaba, das wichtigste Heiligtum des Islam in Mekka, ist mit der sogenannten Kiswa ummantelt, die aus schwarzem Brokat besteht.
Yunjin-Brokat aus Nanjing (China) wurde 2009 in die UNESCO-Liste des immateriellen Kulturerbes der Menschheit aufgenommen, Songket-Brokat aus Malaysia im Jahr 2021.

## Film
- Rüdiger Lorenz: Der Brokatweber, 30 Min., 1997. Aus der BR-Reihe Der Letzte seines Standes? (Erstsendung: 26. Dezember 1997)[7]